# Хуан (граф Монтисон)
Дон Хуан де Бурбон, граф Монтисон (исп. don Juan de Borbón, Conde de Montizón, 15 мая 1822[…], Аранхуэс, Мадрид — 18 ноября 1887, Брайтон, Восточный Суссекс) — второй сын испанского претендента дона Карлоса Старшего, сам претендовал не только на испанский, но и на французский престол.

## Биография
В 1847 году Хуан женился на Марии Беатриче, эрцгерцогине Австрийской-Эсте (1824—1906), дочери герцога Модены Франческо IV д’Эсте. Супруги имели двоих сыновей:
- Карлос (1848—1909), герцог Мадридский;
- Альфонсо Карлос (1849—1936), герцог Сан-Хаймеский.

В 1860—1868 годах возглавлял карлистскую партию как король «Хуан III». Затем отказался от прав на испанский престол в пользу своего сына дона Карлоса Младшего, герцога Мадридского, позже также вождя карлистов.
В 1883 году, после смерти графа Шамбора, часть французских легитимистов признала Хуана де Бурбона главой французского королевского дома (и, де-юре, королём Франции и Наварры под именем Иоанна III). С точки зрения орлеанистов, сторонников потомства Луи-Филиппа I, после смерти Шамбора граф Монтисон действительно оказался старшим в мужском колене Капетингов, но испанская ветвь Бурбонов не имеет права на французский престол в силу Утрехтского договора 1713. Легитимисты утверждают, что любые отречения членов династии от престола недействительны в силу божественного права королей.
С 1868 Хуан жил в Великобритании, там же и умер; похоронен в Триесте.